# Armand Limnander de Nieuwenhove
Armand Marie Ghislain Limnander de Nieuwenhove (né le 22 mai 1814 à Gand, Belgique – décédé le 15 août 1892 au château de Moignanville, Buno-Bonnevaux, Seine-et-Oise, France) est un compositeur belge. Il était le fondateur et chef des ensembles Société Symphonique et Réunion Lyrique en Belgique.

## Biographie
Né dans une famille qui appartenaient autrefois au barreau de l'ancien Conseil royal des Flandres, famille anoblie en 1683, Armand van Limnander Nieuwenhoven est né à Gand. Il fait ses études chez les jésuites de Saint-Acheul, puis chez les jésuites de Fribourg avec Louis Lambillotte et à Bruxelles avec François-Joseph Fétis, directeur du Conservatoire royal de Bruxelles. De 1838 à 1847, il a dirigé à Malines avec beaucoup de réussite un chœur amateur appelé Réunion Lyrique, composé de 25 membres, pour lequel il a écrit un certain nombre de morceaux de musique pour voix masculines et qui a construit sa réputation dans les festivals et concours.
En 1845, poussé par le désir de travailler pour la scène, il est parti pour Paris. L'année suivante, il a joué au château des Tuileries, en présence du roi Louis-Philippe Ier, trois chœurs extraits de ses Scènes druidiques avec accompagnement d'orchestre sous la direction de Daniel Auber. En 1847, Limnander a décidé de s'installer dans la capitale française, où il a pu faire représenter avec succès ses drames lyriques et opéras.
Armand Limnander a été fait chevalier de l'ordre de Léopold en 1850. Il était également chevalier de la Légion d'honneur, membre de l'Académie royale de Belgique, correspondant de l'Académie des beaux-arts).

## Œuvres

### Opéras
- Les Monténégrins, drame lyrique en 3 actes, sur un livret de Gérard de Nerval et Jules-Édouard Alboize de Pujol[3], dont la première a eu lieu le 31 mars 1849 à l'Opéra-Comique[4].
- Le Château de la Barbe-Bleue, opéra en 3 actes, sur un livret de Jules-Henri Vernoy de Saint-Georges, qui a été donné le 1er décembre 1851 à l'Opéra-Comique.
- Le Maitre chanteur, un grand opéra en deux actes, sur un livret de Henri Trianon, chorégraphié par Joseph Mazilier, a été créée avec succès à l'Académie de Musique le 17 octobre 1853[5]. Repris le 5 mars 1856 sous le titre de Maximilien.
- Yvonne, drame lyrique, sur un livret d'Eugène Scribe[6], a été créé au Théâtre de l'Opéra-Comique le 29 novembre 1859 et a été bien reçu[7].

### Musique religieuse
- Te Deum, joué en 1845 pour l'anniversaire de l'accession au trône du roi Léopold,
- un Requiem, écrit en l'honneur des citoyens tués dans la tourmente de 1830 et exécutés à Bruxelles en septembre 1852,
- un Stabat Mater,
- La Messe de Minuit, jouée par le chœur Harmonie à Bruxelles en avril 1853, durant la majorité politique du prince Léopold, duc de Brabant,
- un hymne national pour grand orchestre; sur un texte d'André Constant Henri van Hasselt, écrit pour la célébration des festivités nationales à Bruxelles en 1855.

### Chœurs
Armand de Limnander a composé plus de trente chœurs :
- O ma charmante!,
- Hymne à l'Harmonie,
- Bolero,
- Les Gueux de Mer,
- Les Enfants de la Nuit,
- Hymne à l'Amitié,
- Le Départ des Pasteurs,
- L'Aube du jour,
- La Revue des Ombres,
- Scènes druidiques, etc.

## Famille
Armand Limnander était le fils de Benoit Jérôme Limnander de Nieuwenhove et d'une mère française, Elmire (des comtes) de Mallet de Coupigny. Il a épousé en premières noces le 30 septembre 1835 au château de Ramsdonck, Éléonore-Euphémie-Antoinette-Ghislain de Meester (21 août 1808-13 octobre 1848), fille François-Théodore et de Ignace-Julie de Giey. Le couple a eu pour enfants :
- Elmire-Philomène-Céline-Marie-Ghislaine Limnander de Nieuwenhove (1837-)
- Albert-Antoine-Victor-Marie-Ghislain Limnander de Nieuwenhove (1838-)
- Athanase-Marie-Antoine-Ghislain Limnander de Nieuwenhove (1840-)
- Raoul-Théodore-Antoine-Marie-Ghislain Limnander de Nieuwenhove (1841-)
- Théodore-Hubert-Marie-Ghislain Limnander de Nieuwenhove, baron (1843-1926)

En secondes noces, Armand Limnander a épousé à Paris le 7 février 1850, Caroline-Rose Blin (1819-2 février 1917), fille de Louis François Toussaint et de Marie Caroline Gosselin.
De ce mariage sont nés :
- Louis-Armand-Victor-Marie-Ghislain Limnander de Nieuwenhove (7 décembre 1850-7 août 1853)
- Fernand-Louis-Marie-Ghislain Limnander de Nieuwenhove, baron (20 décembre 1854-1882)
- Gaston Eugène Marie Ghislain Limnander de Nieuwenhove (20 mars 1856-)